# Eat the Night
Eat the Night ist ein französischer Spielfilm von Caroline Poggi und Jonathan Vinel aus dem Jahr 2024. Das zwischen Thriller und Liebesfilm angesiedelte Werk folgt einem Kleindealer und seiner Schwester, die eine gemeinsame Obsession für ein Onlinespiel hegen. Die Hauptrollen übernahmen Théo Cholbi und  Lila Gueneau sowie Erwan Kepoa Falé. Das Werk wird im Mai im Rahmen des 77. Filmfestivals von Cannes uraufgeführt und Mitte Juli regulär in den französischen Kinos anlaufen.

## Handlung
Pablo und seiner jüngere Schwester Apolline leben in Le Havre. Beide sind leidenschaftliche Anhänger von Darknoon. Mit dem Online-Fantasy-Videospiel sind sie gemeinsam aufgewachsen und flüchten sich aus der Langeweile ihres Alltags. Eines Tages macht Pablo die Bekanntschaft mit dem älteren Supermarktmitarbeiter Night. Während die Macher von Darknoon die Einstellung des Spiels bekanntgeben, nimmt Pablo Night unter seine Fittiche und führt ihn in sein Drogengeschäft ein. Bald schon hilft Night ihm bei der Herstellung und dem Verkauf der Drogen. Night fängt an, eine immer größere Bedeutung in Pablos Leben einzunehmen, während der sich gleichzeitig von Apolline zu distanzieren beginnt. Als die beiden Männer den Zorn einer gefährlichen rivalisierenden Bande auf sich ziehen, beginnt das virtuelle Leben und die Realität miteinander zu kollidieren.

## Veröffentlichung

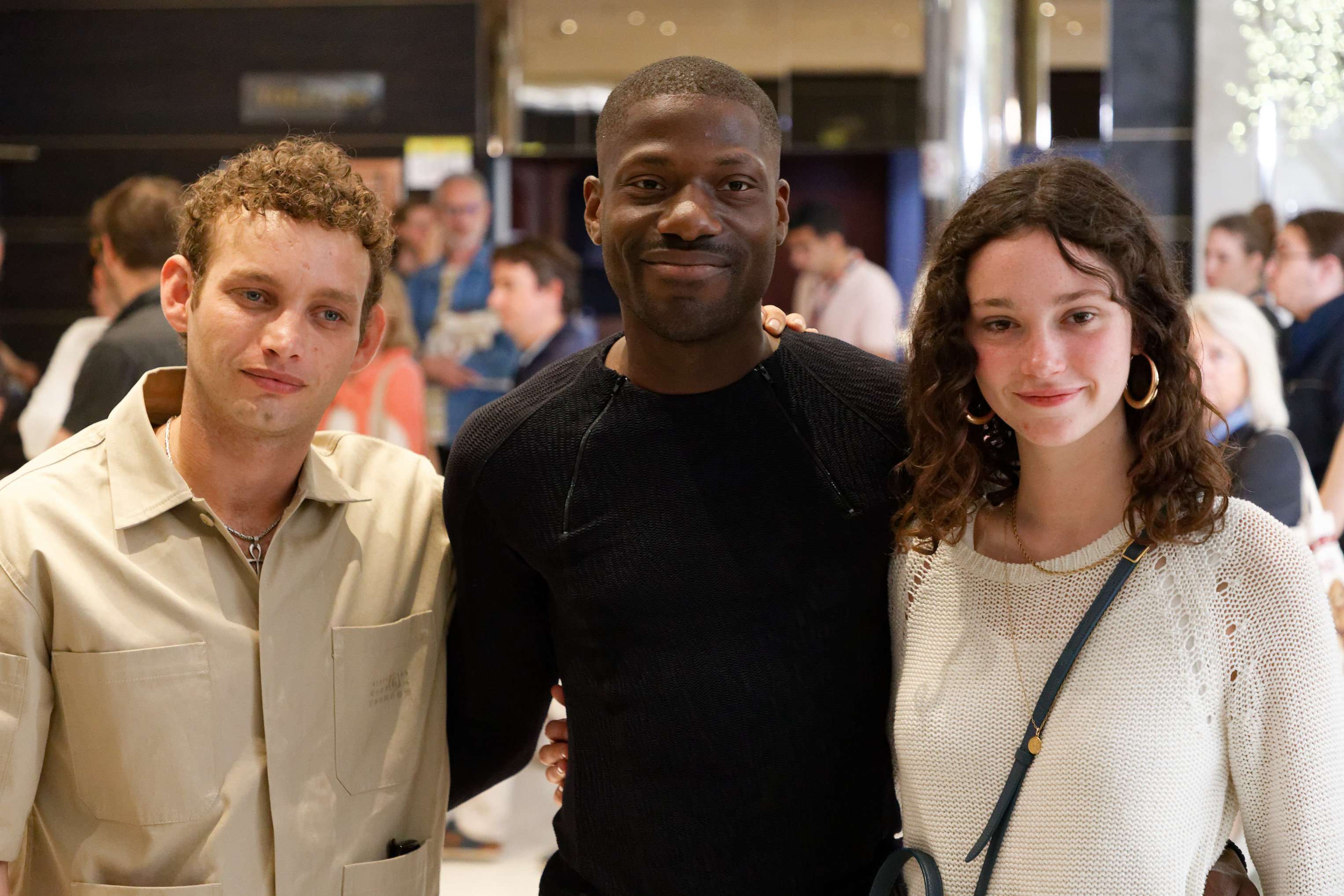
Cholbi, Falé und Gueneau auf dem 77. Filmfestival von Cannes für die Weltpremiere von Eat the Night

Die Weltpremiere von Eat the Night ist am 21. Mai 2024 im Hauptwettbewerb des 77. Filmfestivals von Cannes geplant. Die Produktion wurde in die unabhängige Nebensektion Quinzaine des cíneastes aufgenommen.
Ein regulärer Kinostart in Frankreich ist am 17. Juli 2024 im Verleih von Tandem vorgesehen.

## Auszeichnungen
Das Werk wurde beim Filmfestival von Cannes in die offizielle Auswahl für die Vergabe der Queer Palm aufgenommen.